# Меморијална награда „Астрид Линдгрен“
Меморијална награда „Астрид Линдгрен“ (швед. Litteraturpriset till Astrid Lindgrens minne) је међународна књижевна награда за књижевност за децу коју је Шведска Влада установила 2002. године  у част шведске дечје ауторке Астрид Линдгрен, како би промовисала право сваког детета на сјајне приче.
Награда износи пет милиона шведских круна, што је чини највреднијом наградом у књижевности за децу и једном од највећих књижевних награда на свету.
Награда се сваке године додељује једном или више живих људи и постојећих институција. Људима за допринос у каријери, а институцијама за њихов дугорочан одрживи рад. Конкретно, то би требало да буду „аутори, илустратори, усмени приповедачи и промотери читања“ чији је „рад највишег квалитета и у духу Астрид Линдгрен“. Циљ награде је повећање интересовања за књижевност за децу и младе и промовисање права деце на културу на глобалном нивоу.
Наградом управља Шведски уметнички савет који финансира искључиво централна Влада. Званично се зове "Награда шведског народа свету". Церемонијом доделе награде председава принцеза Викторија од Шведске.
Добитнике награде бира жири са широким искуством у међународној књижевности за децу и младе, промоцији читања и дечјим правима. Жири чине 12 чланова који су писци, илустратори, књижевници, библиотекари, критичари и стручњаци за права детета. Један члан представља породицу Астрид Линдгрен.
Годишњи циклус почиње најкасније у децембру око 9 месеци пре проглашења номинованих, 15 месеци пре проглашења победника и 18 месеци пре представљања. 

## Добитници
| Година | Аутор                                                           | Земља                    | Реф.                 |
| ------ | --------------------------------------------------------------- | ------------------------ | -------------------- |
| 2003   | Кристина Нестлингер                                             | Аустрија                 |                      |
| 2003   | Морис Сендак                                                    | САД                      |                      |
| 2004   | Лиђија Божунга Нунес                                            | Бразил                   |                      |
| 2005   | Рјоџи Араи                                                      | Јапан                    |                      |
| 2005   | Филип Пулман                                                    | Уједињено Краљевство     |                      |
| 2006   | Катарина Петерсон                                               | САД                      | [ 8 ]                |
| 2007   | Banco del Libro                                                 | Венецуела                | [ 9 ]                |
| 2008   | Соња Хартнет                                                    | Аустралија               | [ 10 ]               |
| 2009   | Тамер институт за образовање заједнице                          | Палестина                | [ 11 ]               |
| 2010   | Кити Краутер                                                    | Белгија                  | [ 12 ]               |
| 2011   | Шон Тан                                                         | Аустралија               | [ 13 ] [ 14 ]        |
| 2012   | Хис Кајер                                                       | Холандија                | [ 15 ] [ 16 ] [ 17 ] |
| 2013   | Исол                                                            | Аргентина                | [ 18 ] [ 19 ] [ 20 ] |
| 2014   | Барбро Линдгрен                                                 | Шведска                  | [ 21 ] [ 22 ] [ 23 ] |
| 2015   | Пројекат за проучавање алтернативног образовања у Јужној Африци | Јужноафричка Република   | [ 24 ] [ 25 ]        |
| 2016   | Мег Розоф                                                       | Сад/Уједињено Краљевство | [ 26 ] [ 27 ] [ 28 ] |
| 2017   | Волф Ерлбрух                                                    | Немачка                  | [ 29 ] [ 30 ] [ 31 ] |
| 2018   | Жаклин Вудсон                                                   | Уједињено Краљевство     | [ 32 ] [ 33 ]        |
| 2019   | Барт Мујарт                                                     | Белгија                  | [ 34 ] [ 35 ] [ 36 ] |
| 2020   | Беак Хее-На                                                     | Јужна Кореја             | [ 37 ] [ 38 ]        |
| 2021   | Жан-Клод Мурлева                                                | Француска                | [ 39 ]               |
| 2022   | Ева Линдстрем                                                   | Шведска                  | [ 40 ]               |
| 2023   | Лори Халсе Андерсон                                             | САД                      | [ 41 ] [ 42 ]        |
| 2024   | Фондација за домородачку писменост                              | Аустралија               | [ 43 ]               |

Пет добитника ове награде такође су, и много раније, освојили међународну Награду Ханс Кристијан Андерсен за свој животни допринос књижевности за децу: Сендак и Ерлбрух као илустратори; Ностлингер, Нунес и Патерсон као писци. Године 2020. Вудсон је такође добила Андерсенову награду као писац. Астрид Линдгрен је добила Андерсенову награду 1958. године.